# Lions Gibraltar Football Club
Gibraltar Lions es un club de fútbol profesional con sede en Gibraltar. Actualmente juega en la Primera División de Gibraltar.

## Historia
El club fue fundado en el año 1966 con el nombre de Lions Football Club. El campeonato de Inglaterra en la Copa Mundial de Fútbol de 1966 fue lo que inspiró a un grupo de amigos a crear la institución y también a usar como escudo los tres leones.
Después de 45 años de inactividad el club se fusionó con Gibraltar United en 2007, para formar un equipo mucho más fuerte y pasó a llamarse Gibraltar Lions. Sin embargo luego de tres años Gibraltar United se separó, motivado por el ingreso de Gibraltar en la UEFA, para formar su propio equipo una vez más.
En febrero de 2015 el club anunció planes para convertirse en miembro del sistema de ligas de Inglaterra, al igual que Swansea City, pero estos planes fracasaron. 

### Temporada 2016-17
En la temporada 2016-17 el club juega en la Premier League Gibraltareña.

## Fútbol sala

### Lions Gibraltar FC
En la temporada 2015-16 el club jugó en la Primera División en la cual ocupó el 9° puesto y descendió.

### Lions Gibraltar B
En la temporada 2015-16 el club jugó en la División 2 donde terminó 10.° y descendió.

### Lions Gibraltar C
En la temporada 2015-16 el club jugó en la División 4 donde terminó 4.°.